# Brahmakulam
Brahmakulam es una ciudad censal situada en el distrito de Thrissur en el estado de Kerala (India). Su población es de 14390 habitantes (2011).

## Demografía
Según el censo de 2011 la población de Brahmakulam era de 14390 habitantes, de los cuales 6747 eran hombres y 7643 eran mujeres. Brahmakulam tiene una tasa media de alfabetización del 96,87%, superior a la media estatal del 94%: la alfabetización masculina es del 97,85%, y la alfabetización femenina del 96,03%.